# Jakob Izbicki
Jakob Robert Izbicki (* 2. Mai 1956 in Dzierżoniów) ist ein Viszeralchirurg und ehemaliger Direktor der Klinik für Allgemein-, Viszeral- und Thoraxchirurgie innerhalb des Zentrums für Operative Medizin am Universitätsklinikum Hamburg-Eppendorf und Hochschullehrer an der Universität Hamburg.

## Leben
Jakob Izbicki schloss 1982 das Medizinstudium an der Rheinischen Friedrich-Wilhelms-Universität Bonn ab. Nach Stationen am Johns Hopkins Hospital und an Kliniken in Hannover und Köln wechselte er an die Chirurgische Klinik und Poliklinik im Klinikum Innenstadt der Ludwig-Maximilians-Universität München. Dort habilitierte er sich 1990 für Chirurgie. 1992 kam er als stellvertretender Abteilungsdirektor unter dem damaligen Direktor Christoph Broelsch an das Universitätsklinikum Hamburg-Eppendorf. Zunächst wurde er 1998 kommissarischer Direktor, seit 2002 war er Lehrstuhlinhaber und Direktor der Klinik und Poliklinik für Allgemein-, Viszeral- und Thoraxchirurgie des UKE. Zudem war er Mitglied im Vorstand des Universitären Cancer Center Hamburg (UCCH). Izbicki ging im Januar 2023 in den Ruhestand. Sein Nachfolger ist seit Februar 2023 Thilo Hackert vom Universitätsklinikum Heidelberg.

## Wirken
Jakob Izbickis wissenschaftliches Spezialgebiet ist die Chirurgische Onkologie, Chirurgische Gastroenterologie einschließlich minimalinvasiver Chirurgie sowie Hepatopancreatobiliäre Chirurgie, Thoraxchirurgie und Ösophaguschirurgie. Er hat zahlreiche internationale Schriften, Monografien, Handbücher und Operationslehren publiziert. Des Weiteren ist er Mitherausgeber beziehungsweise Mitglied des Editorial Boards zahlreicher medizinischer Fachzeitschriften und ist im Gutachtergremium vieler Fachzeitschriften aktiv.
2004 und 2011 leitete er die 174. bzw. 188. Tagung der Vereinigung Nordwestdeutscher Chirurgen.

### Herausgeber
- Journal of Gastrointestinal Surgery[5]
- Viszeralmedizin[6]

Viszeralchirurgie up to date (Thieme)

### Wissenschaftliche Auszeichnungen
- Johann-Nepomuk-von-Nußbaum-Preis der Vereinigung der Bayerischen Chirurgen
- Georg-Ernst-Konjetzny-Preis der Hamburger Krebsgesellschaft
- Walter-Brendel-Preis der European Society for Surgical Research
- Oncology-Award der International Hepato-Pancreato-Biliary Association
- Publikationspreis der Deutschen Gesellschaft für Thoraxchirurgie
- Preis der Walter Schulz Stiftung
- Award for Clinical Science des European Pancreatic Club
- Karl-Heinrich-Bauer-Preis der Deutschen Gesellschaft für Chirurgie
- Brompton-Preis der European Society of Thoracic Surgeons
- Wilhelm-Warner-Preis für Krebsforschung (UKE)
- Rudolf Zenker Preis der Deutschen Gesellschaft für Chirurgie

## Ehrungen
- Ehrenprofessor der St. Kyrill Universität, Makedonien
- Fellow der European Surgical Association
- Präsident der European Surgical Association (2014–2015)
- Präsident der European Federation der International Society for Digestive Surgery (2006–2020)
- Ehrenmitglied der Griechischen Gesellschaft für Chirurgie
- Ehrendoktorwürde (Dr. h. c.) der Universität Cluj/Rumänien
- Ehrenmitglied des Royal College of Surgeons of Edinburgh, Edinburgh/England
- Ehrenmitglied des American College of Surgeons
- Ehrenmitglied der italienischen Gesellschaft für Chirurgie
- Ehrenmitglied der Hellenic Society for Surgery